# Ryōko Shiraishi
Ryōko Shiraishi (白石涼子 Shiraishi Ryōko?, 7 de septiembre de 1982) es una seiyū de Nara, Japón. Trabaja para Aoni Production. Debido a su baja y amable voz, ella normalmente interpreta papeles de hombres afeminados o amables, o chicas sexualmente maduras pero dulces y sensibles. Anteriormente también era parte de la unidad de seiyus DROP, junto a Ai Nonaka, Akemi Kanda, Tomoko Kaneda, y Mariko Kouda.

## Roles interpretados
Los roles de protagonista en negrita.

### Anime
- Air Master (Waitress)
- Ao Haru Ride (Chie)
- Aquarion Logos (Sakurako)
- Aria (Ayumi K. Jasmine)
- Beyblade Burst Evolution (Free De La Hoya)
- Bobobo-bo Bo-bobo (Remu)
- Boruto: Naruto Next Generations (Chōchō Akimichi)
- D.C.: Da Capo (Mikkun)
- Digimon Adventure (2020) (Sora Takenouchi)
- Death Parade (Queen)
- Explosive Shooting Beyblade G Revolution (Niño)
- Fafner of the Azure (Karin Kuramae, Rina Nishio, Shokora, Kū)
- GetBackers Dakkan'ya (Young Ginji Amano)
- Glass Fleet (Novy)
- Gugure! Kokkuri-san (Kokkuri-san -mujer-)
- Hatsukoi Limited (Meguru Watase)
- Hayate no Gotoku! (Hayate Ayasaki, Britney)
- HeartCatch PreCure! (Aya Mizushima)
- Himawari! (Azami)
- Hotori ~Tadasaiwaiwokoinegau~ (Suzu)
- Kemeko Deluxe! (Ryōko Kurosaki)
- Magical Girl Lyrical Nanoha (Miyuki Takamachi)
- Mobile Suit Gundam 00 Second Season (Anew Returner)
- Magical Teacher Negima! (Kaede Nagase)
- Mahoraba ~Heartful Days (Ryūshi Shiratori)
- Monogatari Series Second Season (Yozuru Kagenui, ep 16)
- Mugen Senki Potorisu (Yūma)
- Nagasarete Airantō (Rin, Shizuku, Inuinu, Hatsu, otros)
- Naruto Shippūden (Fū)
- Natsu no Arashi! (Sayoko Arashiyama)
- Negima! (Kaede Nagase)
- Netghost Pipopa (Pit)
- Nisemonogatari (Yozuru Kagenui)
- Noein (Tobi)
- Nyan Koi! (Kanako Sumiyoshi)
- One Piece (Akibi, Bao Huang)
- Onii-chan no Koto Nanka Zenzen Suki Janain Dakara ne!!" (Hirono Kusuhara) (2011)
- Pokémon (Silcoon/Beautifly, otros)
- Pokémon Diamante y Perla (Beautifly de May, niño)
- Saki (Mako Someya)
- Senran Kagura (Hikage)
- Shakugan no Shana (Sorath / Aizenji)
- Shakugan no Shana FINAL III (Pirusoin) (2011)
- Sket Dance (Onizuka "Himeko" Hime)
- Sky Girls (Takumi Hayami)
- Tenjho Tenge (Senshū Kōnoike)
- Xenosaga: The Animation (Mary Godwin)
- Zettai Karen Children (Aoi Nogami)

#### 2015
- Triage X (Sayo Hitsugi)
- Death Parade (Quin)
- Nanatsu no Taizai (Goddess Clan)
- Aquarion Logos, (Sakurako Soda)
- Chaos Dragon, (Setsuren)
- Tai-Madō Gakuen 35 Shiken Shōtai, (Ikaruga Suginami)

#### 2017
- Sangatsu no Lion (Ginsho Nyaa y Osama Nyaa)
- Shōkoku no Altair (Niki Al-Bahram)

#### 2019
- Kimetsu no Yaiba - Kumo oni: Ane / Spider Demon (Older Sister)

### OVA
- Dogs: Bullets & Carnage (Mimi)
- Hellsing Ultimate (Warrant Officer Schrödinger)
- Naisho no Tsubomi (Taiju Konpon)
- Negima! (Kaede Nagase)
- Pinky:St (Ran)
- Sky Girls (Takumi Hayami)
- Air Gear (Agito/Akito Wanijima)
- SKET Dance (Himeko)

### ONA
- Koyomimonogatari (Yozuru Kagenui)

### Películas animadas
- Bolt (Penny)
- Cinnamon the Movie (Espresso)
- Pokémon Jirachi Wishmaker/Jirachi y los Deseos
- Odoru Pokémon Himitsu Kichi (Whismur)
- Pokémon Destiny Deoxys/Destino Deoxys(Beautifly de May)
- Steamboy (Voces varias)

### Videojuegos
- Black Matrix OO (Cain)
- Rogue Galaxy (Chie, Young Jaster)
- Sonic Unleashed (Chip/Light Gaia)
- Sunday VS Magazine: Shuuketsu! Choujou Daikessen! (Hayate Ayasaki)
- Tales of Legendia (Jay)
- Luminous Arc 2: Will (Pip)
- Wild Arms 4 (Jude Maverick)
- Tekken 5 (Asuka Kazama)
- Tekken 5: Dark Resurrection (Asuka Kazama)
- Tekken 6 (Asuka Kazama)
- Tekken 6: Bloodline Rebellion (Asuka Kazama)
- Tekken Tag Tournament 2 (Asuka Kazama)
- Tekken Tag Tournament 2 Unlimited (Asuka Kazama)
- Tekken Tag Tournament 2 Wii U Edition (Asuka Kazama)
- Tekken 3D Prime Edition (Asuka Kazama)
- Tekken 7 (Asuka Kazama)
- Tekken 8 (Asuka Kazama)
- The Alchemist Code (Aswald)
- Wrestle Angels: Survivor (Tomomi Watanabe & Shiho Kobayakawa)
- Rune Factory 3 (Mais)
- Naruto Shippuden: Ultimate Ninja Storm 3 (Fū)
- Saga Senran Kagura (Hikage)
- Dead Or Alive 5 (Mila)
- JoJo's Bizarre Adventure: All Star Battle (Foo Fighters/F.F.)
- JoJo's Bizarre Adventure: Eyes of Heaven (Foo Fighters/F.F.)
- Honkai Star Rail (Arlan)

### Doblaje japonés
- Cinderella (1997) - voz de Cenicienta (versión Disney+)
- Back to the Future (1985) - voz de Jennifer Parker (2014 BS Japan edition)
- Hannah Montana: la película (2009) - voz de Miley Stewart/Hannah Montana
- Down in the Valley - voz de Lonnie
- Tom y Jerry: Blast Off to Mars - voz de Peep
- Meet the Robinsons (2007) - voz de Lewis
- Hannah Montana (2006) - voz de Miley Stewart/Hannah Montana
- The Adventures of Jimmy Neutron: Boy Genius (2002) - voz de Jimmy Neutrón